# Giro del Friuli 1988
Il Giro del Friuli 1988, quindicesima edizione della corsa, si svolse il 30 luglio 1988 su un percorso di 219 km, con partenza da Udine e arrivo a San Daniele del Friuli. La vittoria fu appannaggio dell'italiano Guido Bontempi, che completò il percorso in 5h48'10", alla media di 37,741 km/h, precedendo i connazionali Davide Cassani e Stefano Colagè.

## Ordine d'arrivo (Top 10)
| Pos. | Corridore          | Squadra                     | Tempo    |
| ---- | ------------------ | --------------------------- | -------- |
| 1    | Guido Bontempi     | Carrera Jeans-Vagabond      | 5h48'10" |
| 2    | Davide Cassani     | Gewiss-Bianchi              | a 0'01"  |
| 3    | Stefano Colagè     | AlbaCucine-Benotto-Sidermec | a 0'02"  |
| 4    | Francesco Cesarini | Ceramiche Ariostea-Gres     | a 0'03"  |
| 5    | Marco Franceschini | AlbaCucine-Benotto-Sidermec | a 0'06"  |
| 6    | Franco Vona        | Chateau d'Ax Salotti        | a 0'12"  |
| 7    | Emanuele Bombini   | Gewiss-Bianchi              | s.t.     |
| 8    | Roberto Conti      | Selca-Ciclolinea-Conti      | a 0'19"  |
| 9    | Michele Moro       | Selca-Ciclolinea-Conti      | a 0'48"  |
| 10   | Edoardo Rocchi     | Selca-Ciclolinea-Conti      | a 0'51"  |